# Osteoglossum
Osteoglossum is een geslacht van vissen behorende tot de familie der arowana's (Osteoglossidae) in de orde van de beentongvissen (Osteoglossiformes).

## Soorten
Volgens ITIS worden er slechts twee soorten tot dit geslacht gerekend:
- Osteoglossum bicirrhosum Cuvier, 1829
- Osteoglossum ferreirai Kanazawa, 1966